# Милосавлевич, Урош
У́рош Милоса́влевич (серб. Урош Милосављевић; 13 июля 1982, СФРЮ) — сербский футболист, полузащитник.

## Биография
Летом 2002 года попал в запорожский «Металлург». В чемпионате Украины дебютировал 12 июля 2002 года в выездном матче против львовских «Карпат» (1:0), Урош вышел в начале второго тайма вместо Сергея Ключика. Вместе с командой принял участие в квалификации Кубка УЕФА 2002/03 против мальтийской «Биркиркары» и английского «Лидс Юнайтед». Вторую половину сезона 2003/04 провёл в аренде в луцкой «Волыне», сыграл 8 матчей в Высшей лиге. Также провёл 1 матч за «Икву» из Млинова во Второй лиге. Всего за «Металлург» в Высшей лиге сыграл 28 матчей и 3 матча в Кубке Украины.
После играл за сербскую «Войводину», румынские «ЧФР Тимишоара», УТА из Арада и «Глория» (Бузэу). Зимой 2007 года побывал на просмотре в криворожском «Кривбассе». В 2007 вместе со своим соотечественником Владимиром Анокичем выступал за иркутскую «Звезду» в Первом дивизионе и сыграл 11 матчей и забил 2 гола («Алании» и брянскому «Динамо»).
В дальнейшем играл за «Хайдук» из Кулы, «Тараз», «Шуртан» и «Бунёдкор». Завершил карьеру игрока в 2012 году в составе клуба «Доньи Срем».